# 静静的顿河
《靜靜的頓河》（羅馬化：Tikhiy Don），蘇聯作家肖洛霍夫的代表作。
這部小說構思於1924年，1928年開始執筆，至1930年完成前三部，直至1940年全書完成，前後共歷時12年。此書一問世便聲譽鵲起，立刻受到國內外的矚目，在德國銷售量甚至超過了埃里希·瑪利亞·雷馬克的《西線無戰事》，年輕的肖洛霍夫亦凭借此书躍昇世界級作家之列。静静的顿河曾被譽為“令人驚奇的佳作”“蘇聯文學史上還沒有遇到同它相比的小說”，并于1941年獲斯大林文学奖。
《靜靜的頓河》共分四部八卷，背景是兩次戰爭（第一次世界大戰、俄国内战）和兩次革命（二月革命、十月革命）。小說的情節是哥薩克青年军官葛利高里和阿克西尼娅的悲劇命運以及葛利高里一家在動蕩年代中的變遷，寫盡「紅」、「白」哥薩克之間的殘酷殺戮。第三部作品描寫了1918年春至1919年5月間顿河地區出現的叛亂，這是紀實報導。葛利高里成為叛軍的人物。第四部作品寫哥薩克叛亂被平息，阿克西尼亞被流彈打死。在不到五年內，葛利高里一會投靠紅軍，一會又投靠白軍，雙手沾滿了兩方的鮮血，他的矛盾和痛苦顯然與他所屬的特定的群體無法切割。
作品充滿了頓河流域濃厚的鄉土氣息。肖洛霍夫后来于獲得1965年的諾貝爾文學獎，獲獎原因是“由於他在描繪頓河的史詩式的作品中，以藝術家的力量和正直，表現了俄國人民生活中的具有歷史意義的面貌”。
1999年，《靜靜的頓河》手稿被發現存於肖洛霍夫密友庫達紹夫的遠親家中。當時的俄羅斯總統普京下令財政部籌款，以50萬美元購得，目前珍藏於高爾基世界文學研究所中。

## 小说的创作和刊登
在肖洛霍夫采访和自传中，讲到自己于1925年10月开始创作小说《静静的顿河》（此时他生活在哥萨克村镇）。小说事件起始时间原定于1917年夏天（科尔尼洛夫将军的叛乱时间），但是很快小说的构思陷入僵局---作者得出结论认为，假若不表现哥萨克过去的历史，则这一时期在顿河发生的叛乱，将很难被人理解，所以作者停下小说的创作。他经过了将近一年的资料收集整理思考，把“自1916年年底”作为小说事件的起始时间，重新开始创作小说,打算从战前前夕的顿河哥萨克生活写起。肖洛霍夫早期版本的《静静的顿河》估计共3-8个印张，相当于50-100页，不超出小说第1卷的最小尺寸。1980年代中期新闻记者列夫·科洛德内伊寻找《静静的顿河》手稿，至今手稿保存在苏联科学院高尔基世界文学研究所。手稿其中的10页，标明的日期是1925年秋天，讲述了科尔尼洛夫叛乱和彼得格勒革命事件。描写此处的经典片段摘录见小说第4卷15章。但是在1925年摘录事件中反抗主谋者不是伊万·阿列克谢耶维奇，而是一位名叫阿布拉姆·叶尔马科夫的哥萨克骑兵，在此处轻易猜到葛利高里·麦列霍夫是小说的主角。

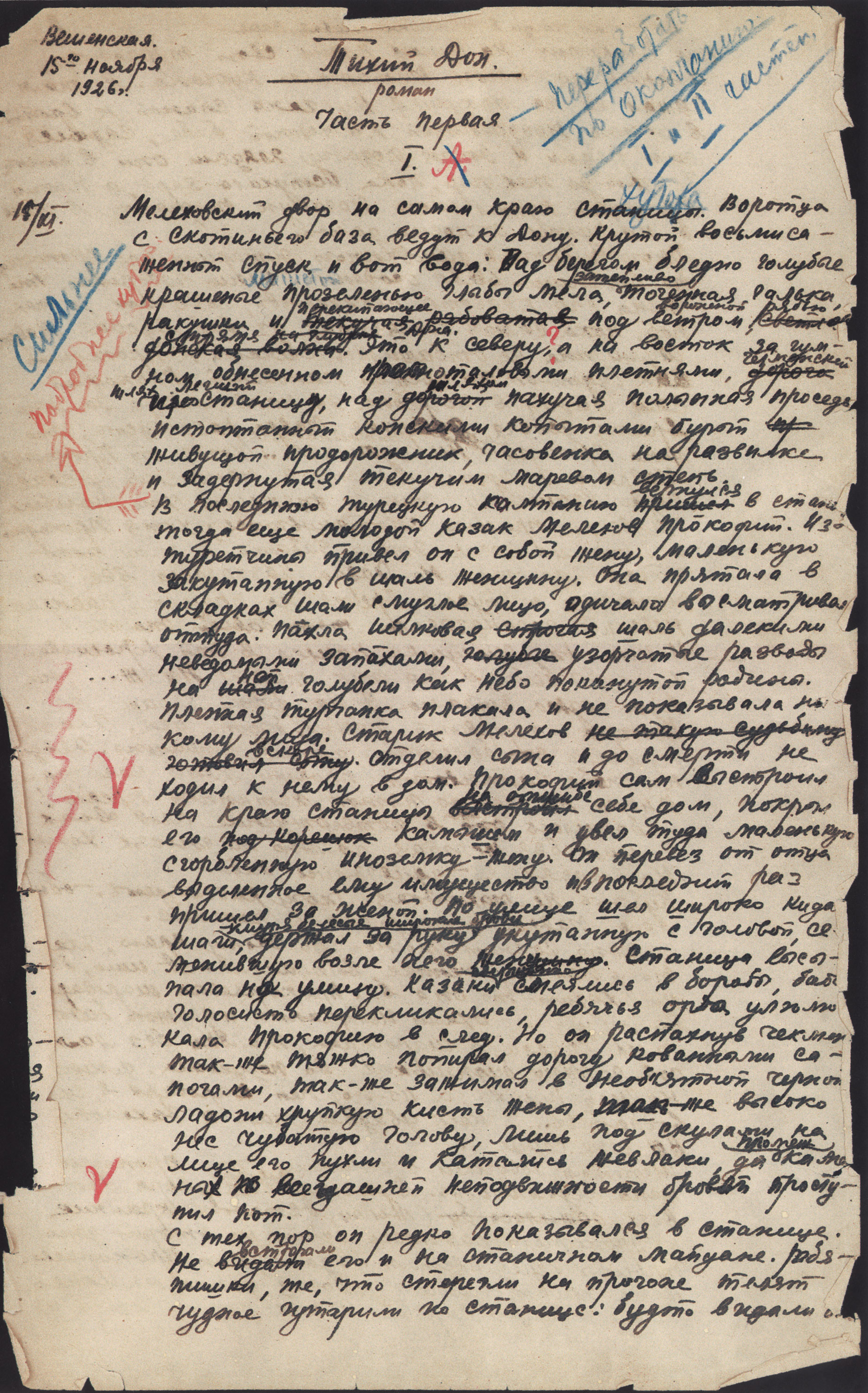
小说手稿

从现在保存的手稿来看，肖洛霍夫自1926年11月6日在维奥申斯卡亚定居不久后便开始创作小说的完结部分。随后的9个月中肖洛霍夫一直住在维奥申斯卡亚镇并不断致力于创造小说。二月肖洛霍夫开始与《新莫斯科》出版社工作人员协商出版还未完成的小说，在1927年开端肖洛霍夫与莫斯科工人出版社进行合作。（莫斯科工人出版社1926年出版了肖洛霍夫的两个短篇小说汇编）。从肖洛霍夫与这两个出版社的往来信件中可以看出，1927年4月份小说《静静的顿河》的组成部分(9卷)及其时间范围(自1912至1922年)已经确定。1927年8月小说《静静的顿河》的前三卷已经创作完毕。9月初肖洛霍夫将前三卷的打字稿和还未完成材料发送至莫斯科。编辑人员Е·列维茨基和А·格鲁茨卡娅后来回忆道，«万岁»杂志决定接收小说《静静的顿河》。但是尽管杂志社已经决定接收小说《静静的顿河》，还得解决出版的拖长问题。在等待正面回复上，肖洛霍夫求助于《十月》杂志主编亚历山大·绥拉菲莫维奇，他曾两年前给过肖洛霍夫“人生向导”---给顿河风云写序言。绥拉菲莫维奇读完了小说，不顾一切反对校定小说的意见，坚持尽快出版全部小说。显然，绥拉菲莫维奇的决定改变了莫斯科工人杂志社编辑的立场—结果在10月末决定单独发行书籍。根据与小说出版社的达成的合同，应分两次出版小说，第一次出版第1-4卷，第二次出版第5-9卷。肖洛霍夫居住在莫斯克和莫斯科郊外克利亚济姆村至年末，在此期间，他尝试完成“半成品小说”的第4卷，但是没有如愿，冬天他回到布坎诺弗斯基镇工作。
自1928年1月起《十月》杂志开始发表小说《静静的顿河》：《十月》杂志1-4号刊登小说的前3卷。4月底肖洛霍夫带着完成的第4卷和第5卷再次来到莫斯科。五月至十月《十月》杂志发表小说《静静的顿河》的第4卷和第5卷。五月在莫斯科工人出版社(“无产阶级文学”新系列)刊登《静静的顿河》。《静静的顿河》至今仍是只由三卷组成并进行单独出版的第一本书。
1929年1月出版社推出《静静的顿河》的第二部(第4卷和第5卷)。几乎同时《静静的顿河》在莫斯科工人出版社出版的《小说-杂志》系列上进行刊登。(这个版本有点不同:第一部由小说第1卷和第2卷组成，第二部由小说的第3卷、4卷和第5卷组成；章节既有编号也有名称。在1928至1929年不足两年的时间内，莫斯科工作杂志社发行6期单独出版的《静静的顿河》第1部和第2部，每期10 000份发行量。1929年春天肖洛霍夫与国家出版社签订了更加有利的合同，在“国家出版社超值丛书”系列上刊登小说《静静的顿河》。一年两次出版《静静的顿河》（分上下册出版），（每期100,000份发行量。）然后再在1931年重新出版《静静的顿河》。
《静静的顿河》很快取得了成功，而肖洛霍夫一下子成了名人，热情的读者给他写了几千封信。工会邀请他做演讲。1928年的下半年是肖洛霍夫特大丰收的一段时间。他到全国各地进行演讲，在文化宫、俱乐部、工厂、原创作家聚会上都进行了演讲；他阅读已发表和未发表小说的主要章节,并对其进行了讨论交流，交流了这些小说的未来计划。在1928年10月的俄罗斯无产阶级作家协会全体会议上肖洛霍夫成为《十月》杂志的编集委员会成员。但是很快肖洛霍夫发现名望来的太突然也招致了来自各种白眼。很多人提出质疑。他们认为，肖洛霍夫一个年轻人不可能写出那么宽泛而深厚的经验、阅历的作品。还说人说他文化水平不够，不可能有小说中写到的历史和博物方面的知识。剽窃的谣言四处传播。1929年的春肖洛霍夫得到了俄罗斯无产阶级作家协会领导的支持，他们用信以严厉的词句驳斥了关于剽窃的谣言，维护了肖洛霍夫的声誉。1929年3月23日肖洛霍夫写给妻子信中提到“你不能想象，这种诽谤的传播远胜于反对我!”——“关于剽窃的谈话不仅仅充斥了文化圈和读者圈。不仅在莫斯科，而在全省：在米列罗沃市和火车上我经常被问及剽窃的事。前天在利奥波德·阿维尔巴赫家中斯大林还问及此事。”3月29日，绥拉菲莫维奇、法捷耶夫、吉尔荣、阿维尔巴赫、斯塔夫斯基等拉普五位领导人在《真理报》发表公开信，信中希望读者相信为肖洛霍夫的清白，同时诽谤者也会受到严厉的制裁。
1929年3月小说開始停止刊登。《十月》杂志的前三个序号(1929年1月、2月、3月)只刊登小说的第6卷前12章,之后开始中断刊登小说。普遍的看法是：政治动机或快速传播的剽窃流言导致编辑部中止刊登小说《静静的顿河》，很快发现这种看法是错误的。实际从肖洛霍夫的往来信件中我们可以看出,他在此时还没有完成小说第6卷的创作。3个月之后，3月31日他在写给Е·列维茨基的信中写道:“现在小说的第6卷已经写完。但是《十月》杂志的态度很让我困扰。我还把小说寄给他们吗? 科拉别利尼科夫编辑不打算完全享用我的小说大餐。《十月》杂志反复无常的态度，让我很生气。他们3月或4月就收到了我的信，但是他们却在九月后才给我回信.” 肖洛霍夫在10月3日写给法捷耶夫的信中写道：“亲爱的萨沙，我想让你知道，今年我不想在«十月»杂志上继续刊登小说《静静的顿河》，原因很简单：我还未创作完小说第7卷，也需要修改小说的第6卷部分章节。”此处肖洛霍夫暗示出小说第6卷往下的章节不是第3部的全部，第6卷仅仅是小说第3部的上半部分。第7卷是小说第三部的下半部分。1932年后，肖洛霍夫准备统一发表小说的第6卷和第7卷。
当肖洛霍夫在维奥申斯卡亚镇写出上述信件的同时，苏联文学评论家用自己的见解对小说《静静的顿河》进行了评判。如在1928年末，在小说问世不久后，一些评论家就急于把肖洛霍夫归为无产阶级作家，然而在经过1929年的长期讨论后，反而认为肖洛霍夫不是无产阶级作家。谢利瓦诺夫斯基就是这样的评论家之一，10月份他被迫承认，肖洛霍夫只能称为“农民作家”（从无产阶级作家转变为农民作家）。在1929年9月第二届俄罗斯无产阶级作家协会全体会议上责难小说《静静的顿河》是反对阶级斗争、哥萨克理想化、没有表现力和平淡的作品——与白色政治阵营代表作相比，小说只具有红色政治阵营的外貌。在会议上达成“教育”肖洛霍夫思想的决定。
1930年1月底2月初肖洛霍夫给编辑部带来了小说的第6卷，与去年的情况相比，此时的《十月》杂志社的局势急剧向坏变化。此时绥拉菲莫维奇生病了，在克里姆林宫医院进行治疗，法捷耶夫担任《十月》杂志主编职务。 法捷耶夫坚决拒绝肖洛霍夫提交的小说未经校订直接出版的请求。在1930年4月2日肖洛霍夫写给Е·列维茨基的信中写道：“法捷耶夫建议我做些改动,但是我没有接受。他说，如果我不按要求改动小说,将不能刊登小说。”此时肖洛霍夫向绥拉菲莫维奇求助，但是这次绥拉菲莫维奇没有帮上忙。因肖洛霍夫未能得到«十月»杂志社的肯定回复，他被迫在不知名的期刊上刊登小说《静静的顿河》的第6卷。1930年内杂志《红玉田地》、《火星》《30天》《成长》和«十九岁»刊登小说《静静的顿河》的13个新章节。(13至15章节、18至20章节、24章节、28至30章节和31章节)。
1931年春天肖洛霍夫再次向《十月》杂志社投寄小说《静静的顿河》的第3部。此时，法捷耶夫已经不是《十月》杂志社的主编了，当时的主编是潘菲奥罗夫。然而，因潘菲奥罗夫是俄罗斯无产阶级作家协会的一位领导，潘菲奥罗夫在《十月》杂志社编辑委员会具有很大的影响力。—这显而易见，手稿被拒绝刊登。肖洛霍夫的手稿再次被拒绝刊登。此时肖洛霍夫向高尔基写信求助。在6月6日肖洛霍夫写给高尔基的信中，写道拉普某些‘正统的领袖们’责备我为维奥申斯卡亚暴动辩护。高尔基再次读了小说，认为小说虽然具有一定的思想局限性，但是可以无删节进行刊登。然而就算是高尔基的意见也无法改变《十月》杂志社编集委员会拒绝刊登的立场。通常认为，1931年7月斯大林在高尔基家中与肖洛霍夫见面，斯大林对此进行了批复后，才改变了此僵局。此次谈话的结尾时，斯大林说：“发表《静静的顿河》的第3部吧!”
1932年1月《十月》杂志再次出版小说《静静的顿河》——从第6卷13章开始刊登小说（与此同时在《新世界》杂志上刊登了肖洛霍夫的《新垦地》）。8月份肖洛霍夫把小说《静静的顿河》的最后章节带到了《十月》杂志社的编辑委员会。10月前杂志社已经刊登完小说《静静的顿河》的前三部。（几个月后到了1932年11月---肖洛霍夫成为布尔什维克党员）肖洛霍夫在出版物中做了系列的修改：红色阵营变得更好，相反，白色阵营丧失威信；强调阶级矛盾中的等级矛盾（贫人和富人之间的矛盾）。但是，这些修改显然不能让人满意：编辑部表明正文和整个章节都要进行改动。例如，未刊登描述彼得·梅列霍夫处决米龙·科尔舒诺夫的第23章；讲述哥萨克骑兵被马尔金委员镇压的第39章。在1933年单独出版的前三部中把这两处和其他小片段进行了还原。其他未通过校审的章节被遗弃了。（草稿中描述马尔金委员会处决的情节和讲述彼得·梅列霍夫疾驰的章节）。
1933同年在社会主义村庄书系列首次发行了小说的前3部。在此次发行中小说前2部遭到了书刊检查机关的严重删节。小说的第5卷删节尤为严重，其中删去了布秋克和安娜·波古德科信任关系的整个片段（删去16段的二分之一，25章全部及等等。）；讲述伴随波乔尔科夫“善良姐姐”的第27片段（现在的第26片段）；同时小说修整去掉写实的细节，粗野的骂人话及等等；1935-1937年小说在国立文学出版社首次发行出版（分上中下三本发行 ）：增加了开文版纸、装订、护封、科罗利科夫的插图。
肖洛霍夫自己承认花费三年时间来创作小说的第3部，花费至少6年来创作小说的第4部。1932年8月肖洛霍夫在自己的日程中写道已经结束《静静的顿河》第3部创作了：“还想写第4部的思想深深吸引着我（我很庆幸在不同的时间段和这种‘愉悦’状态下，我还能有如此丰富的思想），我计划冬天写第4部。”冬天，肖洛霍夫的确着手写《静静的顿河》的第4部，与此同时他还在创作《新垦地》的第2部。但是，这个打算很快就落空了。一年后过去了，1934年4月肖洛霍夫希望可以在当年年底结束第4部的创作。1934年6月肖洛霍夫告诉《共青团真理报》的记者：“《静静的顿河》的第4部差不多结束创作了,但是《新垦地》得延期了，目前我正在研究创作<静静的顿河>的最后部分。十一月中旬就可以结束<静静的顿河>的创作了。”然而,1935年初肖洛霍夫又一次变更截稿时间:2月份他告诉《真理报》的记者,这本书将于今年夏天截稿。4月份肖洛霍夫写给国立文学出版社主任Н·纳科里亚科夫的信中写道：“开始重新改写《静静的顿河》第4部的前半部分，但不知道何时完成修改。。”因至今还没有加工完《静静的顿河》，1935年10月肖洛霍夫拒绝向《新世界》杂志社投寄《新垦地》的第2部的手稿，他说：“如果没有‘好心人’的打搅，年末《静静的顿河》就会完成最后的创作。”然而在1936次历史重演:1936年4月3日,他告知纳科里亚科夫，在五月《静静的顿河》才能完成最后的创作。但是肖洛霍发在9月仍在专心致志的创作《静静的顿河》的第4部。事后据Н·纳科里亚科夫回忆：“肖洛霍发已经校订《静静的顿河》第4部六七次了。”此时第7卷已完成部分单独刊登在报纸上。直至1937年秋天肖洛霍夫才将第7卷创作完毕；自1937年11月至1938年3月《静静的顿河》的第7卷刊登在《新世界》杂志上。
肖洛霍在写给斯大林的信中解释：边区内务人民委员部和共产党领导造成的不乐观的政治局面造成了《静静的顿河》的延期，并在1938年2月向斯大林抱怨：“在这五年我很难写作。处于这种不乐观的政治局面下,在居住维奥申斯卡亚镇的我不仅无法高效率地工作,连生活也是万分艰难的。现在生活困难。在我的周围布满了敌人。 ” —— 从他的其他信件中我们注意到，在以后的8个月他几乎未写过一封信。但10月区域领导的对立突然在对其有利的情况下结束。 他得知在罗斯托夫州安全部门罗织自己组织哥萨克暴动的罪名。肖洛霍夫立即前往莫斯科并成功见到了斯大林。斯大林任命政治局成员，人民委员叶诺夫和罗斯托夫州内部人民委员会的领导来审查此事。肖洛霍夫带着手里的文件告发他们的挑拨离间。最终斯大林站在了肖洛霍夫的那方并提出：“应该为伟大的俄罗斯作家肖洛霍夫创造最好的工作环境。”
重回维奥申斯卡亚镇的肖洛霍夫着手创作小说的最后部分。1938年12月17日---小说手稿首页保存下来的标注日期。1939年1月小说的最后部分已经通过电报局从维奥申斯卡亚镇发送至莫斯科,第8卷的第1章刊登在《消息》杂志上。1月底肖洛霍夫成为苏联科学院院士，并获得列宁勋章。一年后，在1939年12月底肖洛霍夫完成了小说第8卷的创作。在1940年第8卷刊登在《新世界》杂志社2-3双号期刊上，并在《小说-杂志》的4-5号期刊上再版。 从1939年至1940年小说《静静的顿河》首次被罗斯托夫书籍出版社分四册全部出版。1941年春国立文学出版社一卷出版了小说《静静的顿河》的全册。1941年3月15日小说《静静的顿河》荣获斯大林文学奖。

## 結局
小说大部分情节讲述了鞑靼维奥申斯卡亚镇在1912年至1922年之间发生的故事。小说以麦列霍夫的家庭为中心讲述了从第一次世界大战到国内战争结束哥萨克人民的生活。在这个动荡的历史年代，麦列霍夫和许多顿河哥萨克人庄户一起经历了许多事件。小说开始时麦列霍夫家是一个自足和富裕的哥萨克家庭。但是到了最后，麦列霍夫家中只剩下葛利高里·麦列霍夫，他的儿子米沙，以及他的妹妹杜妮亚活着。
小说主人公葛利高里·麦列霍夫是一位不同于一般军官的顿河哥萨克人。历史的转折完全改变了顿河哥萨克人的古老生活方式，也改变了葛利高里的生活。葛利高里不知道自己应该加入红色阵营还是白色阵营。他凭借自己的努力，由一名普通士兵晋升为军官，将军（在内战中指挥起义），但他内心的立场一直在徘徊摇摆。他也在两个女人中摇摆不定：娜塔莉亚是葛利高里的妻子，但葛利高里起初并不喜欢她。在娜塔莉亚给他生育了波柳莎和米沙后，葛利高里才对她产生感情；阿克西妮娅确是葛利高里最爱的人。但在那个剧变的年代，这两个女人葛利高里都未能保护好。
在小说的最后葛利高里抛弃了一切，带着儿子重新回到了故乡。儿子是生活残留给他的全部东西，是他和大地惟一发生联系的东西。小说描述了二十世纪开端农民的生活，顿河哥萨克人特有的习俗和传统。详细描述了哥萨克人在军事行动、反苏联起义和被镇压、在维奥申斯卡亚镇形成苏维埃政权等系列事件中的作用。
米哈依尔·肖洛霍夫通过这本书让读者能够从反革命阵营的视角看清内战，迫使读者用事件参与者的角度来看待事件。М·А·肖洛霍夫写道：“我没有把小说调成红色。我写的是发生起义之前的残酷现实。”

## 主要人物
葛利高里·麦列霍夫（Григорий Мелехов） --- 生于1892年，出生于维奥申斯卡亚镇的哥萨克骑兵军官，在俄国内战中曾先后加入白军和红军
彼得罗·麦列霍夫（Петро Мелехов） --- 葛利高里的哥哥
杜妮亚（Дуняшка） --- 葛利高里和彼得罗的妹妹
潘苔莱·普罗柯菲耶维奇·麦列霍夫（Пантелей Прокофьевич Мелехов） --- 彼得罗和葛利高里的父亲，年长的军士
瓦西里萨·伊莉妮奇娜（Василиса Ильинична） --- 潘苔莱·麦列霍夫的妻子，彼得罗，葛利高里和杜妮亚的母亲。
达里亚·麦列霍娃（Дарья Мелехова）--- 彼得罗的妻子
司契潘·阿斯塔霍夫（Степан Астахов） --- 麦列霍夫家的邻居
阿克西妮亚·阿斯塔霍娃（Аксинья Астахова） --- 司契潘的妻子，后与葛利高里麦列霍夫相爱
娜塔丽亚·科尔舒诺娃（Наталья Коршунова）（結婚後從夫姓麦列霍娃） --- 葛利高里的妻子
米季卡·科尔舒诺夫（Митька Коршунов） --- 娜塔丽亚·科尔舒诺娃的哥哥，葛利高里的好友
米龙·格里戈里耶维奇·科尔舒诺夫（Мирон Григорьевич Коршунов） --- 富有的哥萨克人，娜塔丽亚和米季卡的父亲
格里莎卡外祖父（дед Гришака） --- 米龙·科尔舒诺夫的父亲，参加过第十次俄土战争。
米哈伊尔·科舍沃伊（Михаил Кошевой） --- 贫穷的哥萨克人，曾是葛利高里的同龄人和朋友，最后变成葛利高里的死敌。
赫里桑夫·托金（Хрисанф Токин）（赫里斯京） --- “健康有点傻气的哥萨克人”，在阿塔曼军队当兵
伊万·阿夫杰耶维奇（Иван Авдеевич Синилин）绰号 “胡咧咧” --- 年老的哥萨克人，在阿塔曼军队当兵，狂热的讲故事的人
阿尼凯（Аникей）（阿尼古什卡）、费多特·博多夫斯科夫、伊万·托米林、雅科夫·波德科瓦，舒米林兄弟俩 --- 鞑靼农庄的哥萨克人
谢尔盖·普拉东诺维奇·莫霍夫（Сергей Платонович Мохов） --- 来自外地的富有商人，鞑靼村商店和面粉厂的主人
伊丽莎白（Елизавета）和弗拉基米尔（Владимир） --- 谢尔盖的女儿和儿子
叶梅利扬·康斯坦丁诺维奇·阿杰宾（Емельян Константинович Атепин）绰号“装腔作势的人” --- С·П·莫霍夫的合伙人
伊万·阿列克谢耶维奇·科特利亚罗夫（Иван Алексеевич Котляров）--- 哥萨克人，面粉厂司机
瓦列特（Валет） --- 来自外地的人，年龄很小但是性格狠毒，也是面粉厂的货运者
达维德卡（Давыдка） --- 年轻快乐的小伙，面粉厂的辗压工
叶梅利扬（Емельян） --- 莫霍夫的马车夫
叶夫根尼·利斯特尼茨基（Евгений Листницкий） --- 哥萨克人，贵族，军队中的中尉
尼古拉·阿列克谢耶维奇·利斯特尼茨基（Николай Алексеевич Листницкий） --- 叶夫根尼的父亲，哥萨克将军，果园的主人
萨沙外祖父（дед Сашка） --- 利斯特尼茨基家的马夫，年老的爱马者和酒鬼
大学生博亚雷什金（Боярышкин）和季莫费（Тимофей）
施托克曼·约瑟夫·达维多维奇（Штокман Иосиф Давыдович） --- 钳工，外来人员，在顿河流域罗斯托夫市出生，俄国社会民主工党党员。
普罗霍尔·济科夫（Прохор Зыков） --- 温顺的哥萨克人，葛利高里的同事
阿列克谢·乌留平（Алексей Урюпин）绰号“锅圈儿” --- 刚强的哥萨克人，葛利高里的同事
卡尔梅科夫（Калмыков）、丘博夫（Чубов）、捷尔辛涅茨夫（Терсинцев）、梅尔库洛夫（Меркулов），阿塔尔希科夫（Атарщиков） --- 哥萨克军官，叶夫根尼·利斯特尼茨基的同事
伊里亚·本丘克（Илья Бунчук） --- 新切尔卡斯克的哥萨克人，彼得堡工人，机枪手，布尔什维克党人
安娜·波古德科（Анна Погудко） --- 来自顿河畔罗斯托夫的犹太女人，布尔什维克党人，本丘克的情人
克鲁托戈罗夫（Крутогоров）, 格沃尔基扬茨（Геворкянц） --- 本丘克部队的机枪手
奥莉加·戈尔恰科娃（Ольга Горчакова） --- 骑兵大尉鲍里斯戈尔恰科夫的妻子，后来是叶夫根尼娅利斯特尼茨基的妻子
卡帕林（Капарин） --- 上尉-大尉，福明的副手

### 历史原型
克留奇科夫，科济马·菲尔索夫维奇（Крючков, Козьма Фирсович） --- 在第战中首个获得乔治十字勋章的人
拉古京，伊万·阿列克谢耶维奇（Лагутин, Иван Алексеевич） --- 第14顿河哥萨克军团的哥萨克士兵，在全俄中央执行委员会中的首位哥萨克军团代表
科尔尼洛夫，拉夫尔·格奥尔吉耶维奇（Корнилов, Лавр Георгиевич） --- 1917年夏天俄罗斯陆军的最高司令官，反革命的白俄军的总司令
波乔尔科夫，费奥多尔·格里戈里耶维奇（Подтёлков, Фёдор Григорьевич） --- 顿河哥萨克革命军事委员会主席， 顿河苏维埃共和国人民委员会主席
克里沃什雷科夫，米哈伊尔·瓦西里耶维奇（Кривошлыков, Михаил Васильевич） --- 顿河哥萨克革命军事委员会书记
戈卢博夫，尼古拉·马特维耶夫维奇（Голубов, Николай Матвеевич） --- 中校，革命军事委员会司令员
切尔涅佐夫，瓦西里·米哈伊洛维奇（Чернецов, Василий Михайлович） --- 游击队的指挥员
卡列金，阿列克谢·马克西莫维奇（Каледин, Алексей Максимович） --- 顿河白军将领
克拉斯诺夫，彼得·尼古拉耶维奇（Краснов, Пётр Николаевич） --- 顿河白军将领
福明，雅科夫·叶菲莫维奇（Фомин, Яков Ефимович） --- 军士，1919年1月反红色暴动的领导者并在1921和1922年期间反对苏维埃政权
库季诺夫，帕维尔·纳扎里耶夫维奇（Кудинов, Павел Назарьевич） --- 1919年顿河上游起义军的首脑
叶尔马科夫，哈尔兰皮·瓦西里耶维奇（Ермаков, Харлампий Васильевич） --- 维奥申斯卡亚暴动第1起义师指挥员
西多林，弗拉基米尔·伊里奇（Сидорин, Владимир Ильич） --- 顿河军队的总指挥
据С·谢马诺夫统计，在小说《静静的顿河》中共有不少于883个人物，其中至少有251个人物存在历史原型（只考虑与小说同时代的人）。

## 评价
自小说《静静的顿河》第一部首次发表后，大多数评论家就对小说的艺术水平，对作者的总结概括力和细致的观察力进行了高度的评价。小说受到苏联作家亚历山大·绥拉菲莫维奇和高尔基的高度赞扬。
与之相反评价是:这不是一部完整的小说，而是事件的整理文集（来自布莱希特和格林的评论）。
苏联國民及侨民都曾对《静静的顿河》做出过高度评价。

## 对肖洛霍夫抄袭的质疑
一部分文艺学家认为，有理由怀疑肖洛霍夫不是小说的原作者。
肖洛霍夫开始创作小说时非常年轻。令人惊讶的是：他开始创作《静静的顿河》时大概才22岁，他不可能写出有那么多阅历、那么有深度的小说，并且在写这部小说之前，他仅仅出版了短篇小说集。肖洛霍夫竟然会如此迅速地创作了自己的第一本书：在两年半的时间内创作了小说的前两卷（约40个印张）。据说肖洛霍夫是个文化程度很低的人—他在初中四年级时就辍学了。
苏联作家亚历山大·索尔仁尼琴曾公然指责肖洛霍夫抄袭：
书得经过多次打磨后，才能顺利实现其艺术力量。肖洛霍夫所表现出的写作速度令人怀疑：他1926年才开始写这部作品，到了1927年作品竟然送去编辑部出版了；在一年之内就可以创作完毕小说的第一部、第二部，甚至是第三部，也只有无产阶级书刊检查机关才能阻挡这种令人震惊的创作进程，真是不可思议的天才！但是在肖洛霍夫后续的45年中，再也没有写出能和《静静的顿河》相媲美的作品了
不過研究肖洛霍夫的专家库兹涅佐夫和亚历山大·斯特鲁奇科夫却坚持认为小说《静静的顿河》是肖洛霍夫亲自创作的。
编辑А·Г·马卡罗夫历经十二年的寻找和发现后，出版的书籍《关于静静的顿河的不解之谜和秘密》完全解答了以上质疑。
1999年俄罗斯科学院的专家发现《静静的顿河》丢失的第1部和第2部手稿。经过笔迹鉴定、文献鉴定和辨识真假鉴定——从而证实这部小说原作者确系肖洛霍夫。2005年在俄罗斯科学院的协助下， 在《В·С·切尔诺梅尔金丛书》系列书籍中出版小说第1部和第2本部手稿真迹复制本(“莫斯科作家”出版社，诗歌研究院出版)。按照肖洛霍夫支持者的意见，此次出版给每个人信服肖洛霍夫是小说的原作者的机会。但是手稿本身并不能证明肖洛霍夫是原作者。

## 获奖情况
- 1941年《静静的顿河》获斯大林奖金[42]。
- 1965年肖洛霍夫憑藉《静静的顿河》荣获诺贝尔文学奖。肖洛霍夫是苏联史上唯一一位同时获得斯大林文学奖金和诺贝尔文学奖的现实主义作家。

## 出版发行
2011年按照国家肖洛霍夫委员会的定单，哈尔科夫州“地球仪”图书制造厂在«全球诗歌散文丛书--В·С·切尔诺梅尔金丛书»系列丛书上发行М·А·肖洛霍夫小说《静静的顿河》最新版本1000册。
这次发行是全体科技创作工作者多年工作的结果，是在国家肖洛霍夫委员会的领导下一致努力的结果，此次发行是为了让米哈伊尔·亚历山大罗维奇肖洛霍夫的不朽力作——《静静的顿河》的前两部印本回归到祖国文化和世界文化长河中。在本次出版物中没有校改和改正过的地方，呈现给读者是М·А·肖洛霍夫小说《静静的顿河》的第１部和第２部的原稿。手稿中缺少《静静的顿河》第２部第５卷24-32章节，这些章节刊登在«十月»杂志1928年第8和第9期刊上。1933年首次刊登小说《静静的顿河》第３部，1940年首次刊登小说《静静的顿河》的第４部（Ю·Б·卢金编辑部），1936年10月22日在«消息»杂志上刊登小说《静静的顿河》第４部第７卷9和10章节。考虑到手稿的原文性问题，小说的完结部分（137页）被送至位于圣彼得堡的俄罗斯文学研究所(普希金之家)永久保存。此次发行借鉴了国内外校勘学经验，为搜集伟大俄罗斯作家М·А·肖洛霍夫文集做了准备。此次发行附加М·А·肖洛霍夫生活年谱和事件年谱、А·Ф·斯特鲁奇科夫与研究М·А·肖洛霍夫领军人物Ф·Ф·库兹涅佐夫（俄罗斯科学院通讯院士）的谈话、小说《静静的顿河》按字母顺序编排的目录、М·А·肖洛霍夫家谱和一些哥萨克氏族。此次发行物给小说《静静的顿河》手稿片段加上插图，给С·Г·科罗利科夫、О·Г·韦列伊斯基、 Ю·П·列布罗夫、 Э·З·埃沙利耶夫，И·И·普切尔科等人物配以图片，给М·А·肖洛霍夫国家博物馆（维奥申斯卡亚镇）和国家肖洛霍夫委员会配以图片。
许多专业文艺学家对此次发行持极其消极的态度。

## 艺术特点
正如肖洛霍夫创作的许多角色一样，《静静的顿河》的主角谈话时具有哥萨克人幽默风趣的语言特点：
潘苔莱·普罗柯菲耶维奇在家里一向是很严厉的，就连他也经常吩咐妻子：
你听我说，老婆子！别叫醒娜塔莉亚，白天她忙得就够呛啦。还要和葛利高里去耕地呢。要多支使达丽亚，多叫达丽亚干活！她是个懒娘儿门，骚东西……整天就会擦胭脂，描眉毛……
至少新婚头一年，叫他们多亲热亲热吧，”伊莉妮奇娜叹了一口气，想起了自己在操劳中度过的艰苦的一生。——小说第一部，第三部

## 插图
许多俄罗斯国内的著名艺术家为小说《静静的顿河》配图，例如奥列斯特·韦列伊斯基、谢尔盖·科罗利科夫、阿纳托利·莫辛，伊琳娜·恰尔恰娃。1975年准备汇编肖洛霍夫在《星火》杂志附录上的著作时，肖洛霍夫建议出版者使用韦雷斯基的插图。附带О·Г·韦雷斯基插图的М·А·肖洛霍夫的著作在各个出版社大量出版发行，时至今日仍在出版发行。

## 軼事
- 美国弹唱诗人皮特·西格创作的著名反战歌曲《Where Have All The Flowers Gone（花落何方）》受到小说《静静的顿河》第１部第３章出现的哥萨克摇篮曲的启发[48]。
- 1987年弗拉基米尔·斯克沃尔佐夫的小说《葛力高里·麦列霍夫》问世，在这部作品中主角在苏德战争前夕与小说《静静的顿河》的主角命运相似。
- 1993年弗拉基米尔·沙托夫的小说《流向大海的顿河》问世，在这部作品中主角在苏德战争前期和战后的命运与葛力高里·麦列霍夫相似。

## 脚注
1. ↑  即书中的福明匪帮